# Troll (film, 2022)
Pour les articles homonymes, voir Troll et Troll (homonymie).
Ne doit pas être confondu avec Troll (film).
Série
Troll 2
(2025)
Pour plus de détails, voir Fiche technique et Distribution.
Troll est un film norvégien réalisé par Roar Uthaug et sorti en 2022.
Une suite est prévue en 2025.

## Synopsis
Nora Tidemann (Ine Marie Wilmann) contemple, avec son père Tobias (Gard B. Eidsvold), le massif de Trolltinden, source de nombreuses légendes. Vingt ans plus tard, Nora est devenue paléobiologiste et fait aujourd'hui des fouilles à la recherche de fossiles de dinosaures au nord-ouest de la Norvège. Plus au nord du pays, à Dovre, un troll se réveille après l'explosion de la montagne pour la construction d'un tunnel. Après avoir été piégé durant un millénaire dans une montagne, le monstre semble se diriger vers la capitale, Oslo, en détruisant tout ce qu'il rencontre. Nora est appelée par les équipes de la Première ministre pour tenter de saisir la situation.

## Fiche technique
Sauf indication contraire, les informations mentionnées dans cette section peuvent être confirmées par la base de données cinématographiques IMDb,  présente dans la section « Liens externes ».
- Titre original : Troll
- Réalisation : Roar Uthaug
- Scénario : Espen Aukan, d'après une histoire de Roar Uthaug
- Musique : Johannes Ringen
- Direction artistique : Vilius Vanagas
- Décors : Koja
- Costumes : Karen Fabritius Gram
- Photographie : Jallo Faber
- Montage : Christoffer Heie et Jens Peder Hertzberg
- Production : Espen Horn et Kristian Strand Sinkerud
  - Production déléguée : Tim King, Espen Sandberg, Roar Uthaug, Harald Zwart et Veslemoey Ruud Zwart
- Société de production : Motion Blur
- Société de distribution : Netflix
- Pays de production :  Norvège
- Langue originale : norvégien
- Format : couleur - 2,39:1 - son Dolby Digital et Atmos
- Genres : action, fantastique
- Durée : 101 minutes
- Date de sortie : 1er décembre 2022 (Netflix)

## Distribution
- Ine Marie Wilmann (VF : Laura Blanc) : Pr Nora Tidemann
- Kim Falck (VF : Erwan Zamor) : Andreas Isaksen
- Mads Sjøgård Pettersen (VF : Damien Ferrette) : le capitaine Kristoffer Holm
- Anneke von der Lippe (VF : Véronique Augereau) : la Première ministre Berit Moberg
- Fridtjov Såheim (VF : Loïc Houdré) : le Ministre de la Défense Frederick Markussen
- Dennis Storhøi (VF : Jean-François Aupied) : le général Sverre Lunde
- Billy Campbell (VF : Igor Chometowski) : le Dr David Secord
- Bjarne Hjelde (VF : Hervé Bellon) : Siding
- Gard B. Eidsvold : Tobias Tidemann
- Pål Richard Lunderby : Fisker
- Pål Anders Nordvi : un spécialiste
- Hugo Mikal Skår : le capitaine de l'hélicoptère
- Eric Vorenholt : l'officier OPS

## Production
Le 25 août 2021, on apprend que Roar Uthaug prépare son film en norvégien sur un monstre intitulé Troll pour Netflix, avec Espen Horn et Kristian Strand Sinkerud en tant que producteurs de la société Motion Blur.
Le tournage commence en septembre 2021. Il a lieu en Norvège, notamment à Oslo, ainsi qu'à Lom (Oppland) et à Askim (Viken) . Il s'achève le 20 janvier 2022.